# Jonas Karner
Jonas Karner (* 28. September 2004 in Hartberg) ist ein österreichischer Fußballspieler.

## Karriere
Karner begann seine Karriere beim TSV Hartberg. Zur Saison 2014/15 wechselte er in die Jugend des SK Sturm Graz, bei dem er ab der Saison 2018/19 auch sämtliche Altersstufen in der Akademie durchlief. Im März 2022 debütierte er für die Amateure der Grazer in der Regionalliga. In der Saison 2021/22 kam er zu zwei Einsätzen in der dritthöchsten Spielklasse, mit Sturm II stieg er zu Saisonende in die 2. Liga auf.
Sein Zweitligadebüt gab er dann im August 2022, als er am vierten Spieltag der Saison 2022/23 gegen den SKN St. Pölten in der 85. Minute für Noah Eyawo eingewechselt wurde. Insgesamt kam er für Sturm II zu 42 Zweitligaeinsätzen. Zur Saison 2024/25 wechselte er zum Bundesligisten TSV Hartberg, bei dem er einst seine Karriere begonnen hatte, bei dem er einen bis 2026 laufenden Vertrag erhielt. Für Hartberg kam er bis zur Winterpause aber nur einmal in der Bundesliga.
Im Februar 2025 kehrte Karner leihweise zu Sturm II zurück. Für Sturm II kam er während der Leihe zu 14 Zweitligaeinsätzen.